# 若宮友興
若宮 友興（わかみや ともおき、生年不明 - 永禄9年（1566年）頃?）は、戦国時代の武将。浅井氏の家臣。通称は喜助。
詳細の明らかな武将ではない。妻は明智氏家臣・石川小四郎の娘とされる。
永禄9年（1566年）、友興と同一人物と考えられている若宮左馬助が討死し、その娘・まつに対して安堵状が出されている。通説では、この「まつ」が山内一豊の室・見性院（千代）の幼名とされてきたが、近年の研究で「まつ」は山内氏家臣・五藤為重に嫁いだ事が判明し、見性院も美濃斎藤氏家臣の遠藤盛数の娘とする説が有力である。
なお、友興は永禄3年（1560年）8月の野良田の戦いで戦死したともいわれ、司馬遼太郎の小説『功名が辻』はこの説に準じている。

## 関連作品
- 山内一豊の妻（1939年、映画） - 荒木忍
- 大河ドラマ「功名が辻」（2006年、NHK） - 宅麻伸